# Reichraminger Hintergebirge
Reichraminger Hintergebirge är en bergskedja i Österrike.   Den ligger i förbundslandet Oberösterreich, i den centrala delen av landet, 150 km väster om huvudstaden Wien.
Reichraminger Hintergebirge sträcker sig 5,7 km i öst-västlig riktning. Den högsta toppen är Zeitschenberg, 1 433 meter över havet.
Topografiskt ingår följande toppar i Reichraminger Hintergebirge:
- Wasserklotz
- Zeitschenberg

I omgivningarna runt Reichraminger Hintergebirge växer i huvudsak blandskog. Runt Reichraminger Hintergebirge är det ganska glesbefolkat, med 29 invånare per kvadratkilometer.